# 詹纳斯百货公司
55°57′10″N 3°11′39″W / 55.95278°N 3.19417°W

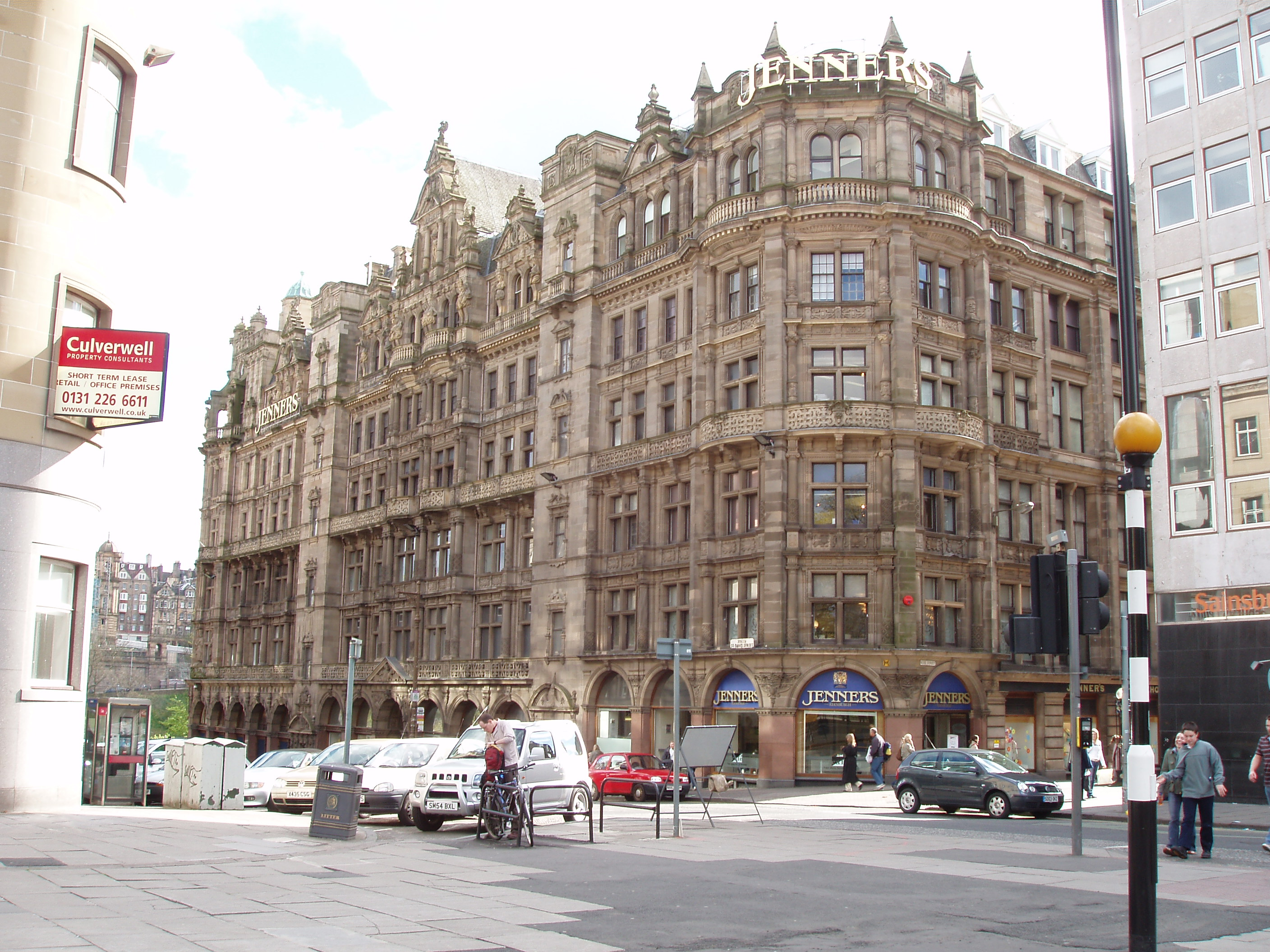

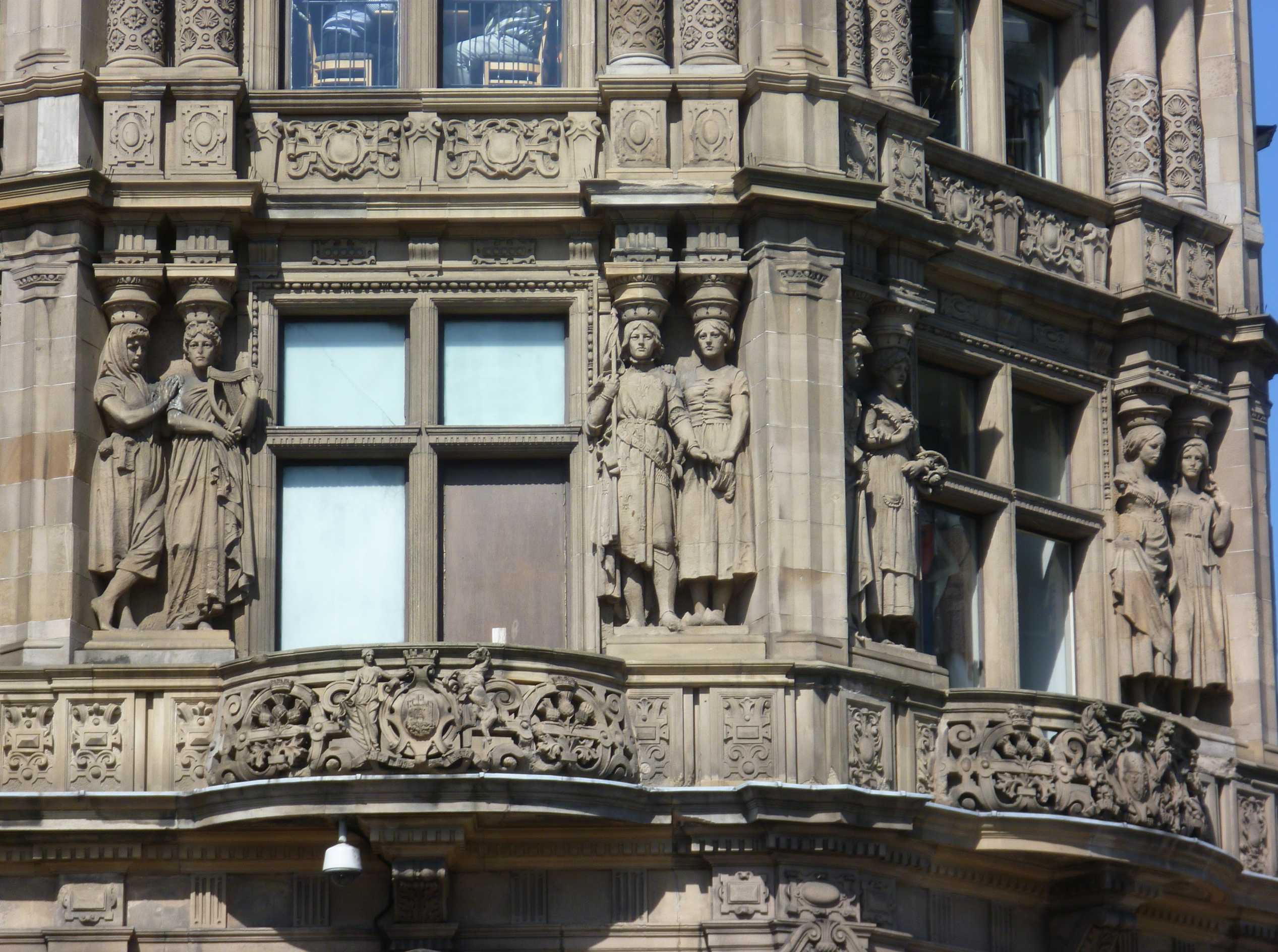

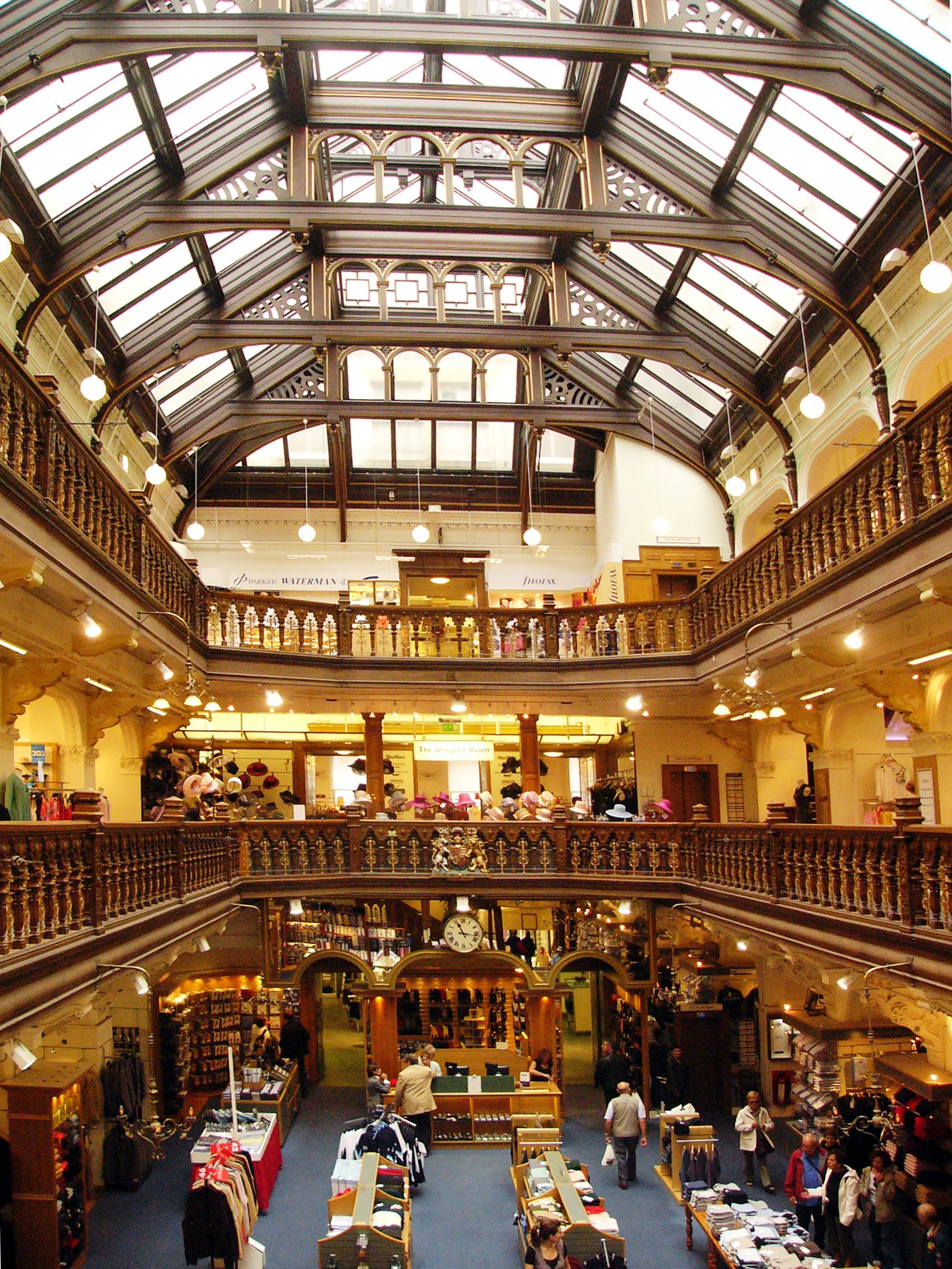

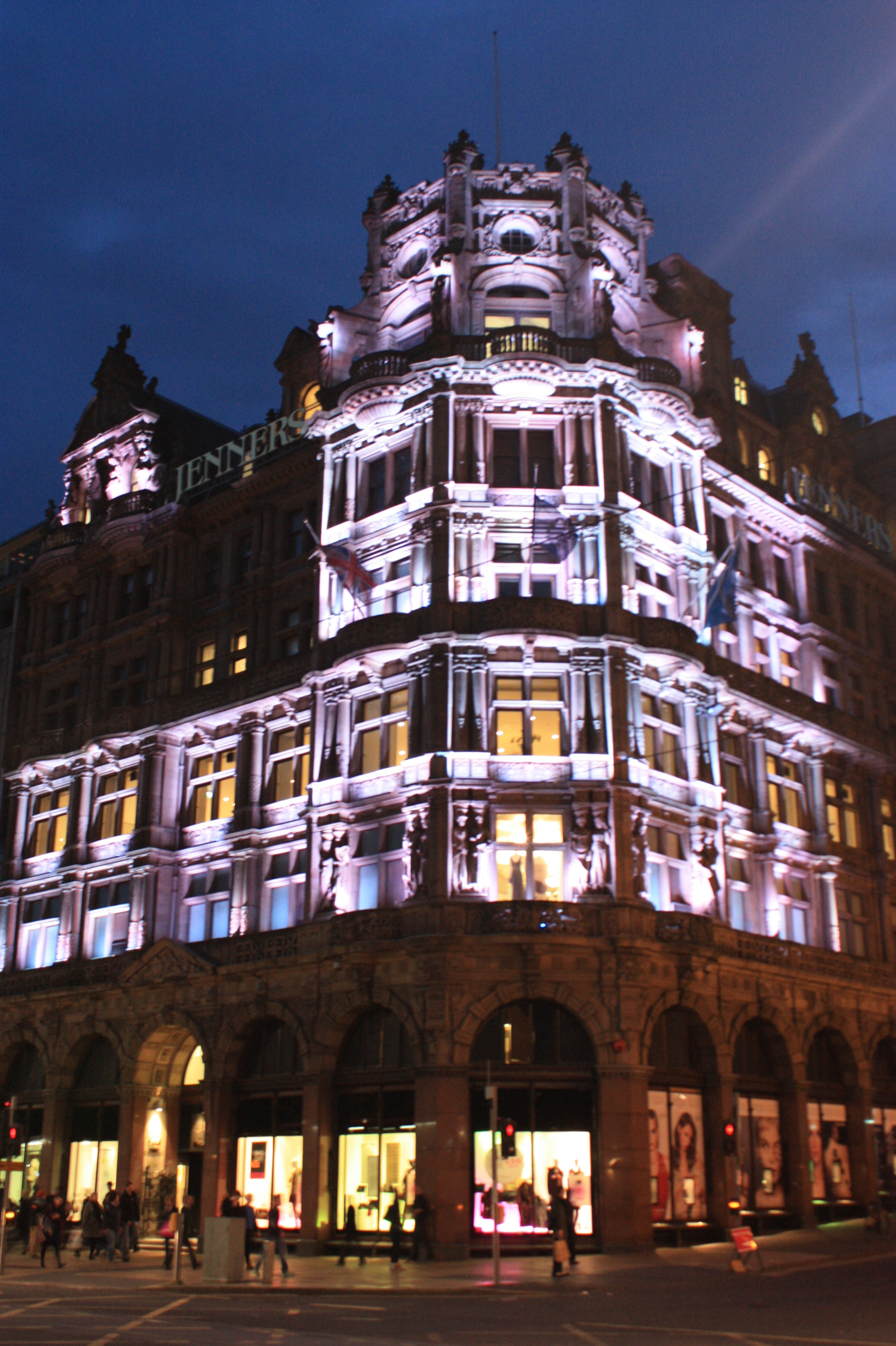

詹纳斯百货公司（Jenners Department Store）是苏格兰爱丁堡的一个百货公司，曾是苏格兰最古老的独立百货公司，直到2005年被福来莎百货收购。

## 历史
詹纳斯百货公司由亚麻布商查尔斯·詹纳斯（1810-1893年）创立于1838年，一直位于爱丁堡的王子街。
百货公司的原建筑在1892年毁于大火，1893年苏格兰建筑师威廉·汉密尔顿Beattie 设计新商店，于1895年开业。 这个新建筑采用了电灯和电梯等新技术，已被列为A类登录建筑加以保护。
它被称为“北方的哈洛德百貨公司”，伊丽莎白二世曾在其1988年150周年庆典之际来访。
2004年，它的愿景声明从“伦敦以外最精彩的百货公司”改为“自信独立”。商店在2007年被哈密尔顿公爵夫妇抵制后，发布了全国新闻，宣布将停止销售肥肝。
2005年3月16日，据宣布，道格拉斯 - 米勒家族正在进行谈判，以约1-2亿英镑的价格将该企业出售给福来莎百货，但一个月后，却以4610万英镑出售。其他被福来莎百货收购的公司都被改名，但詹纳斯百货保留了名称。 2008年，福来莎百货投资300万英镑改善店铺。 在王子街的另一端有福来莎百货的另一个分店。

## 店铺
詹纳斯百货公司目前有两个店铺：
- 爱丁堡王子街
- 洛蒙德湖

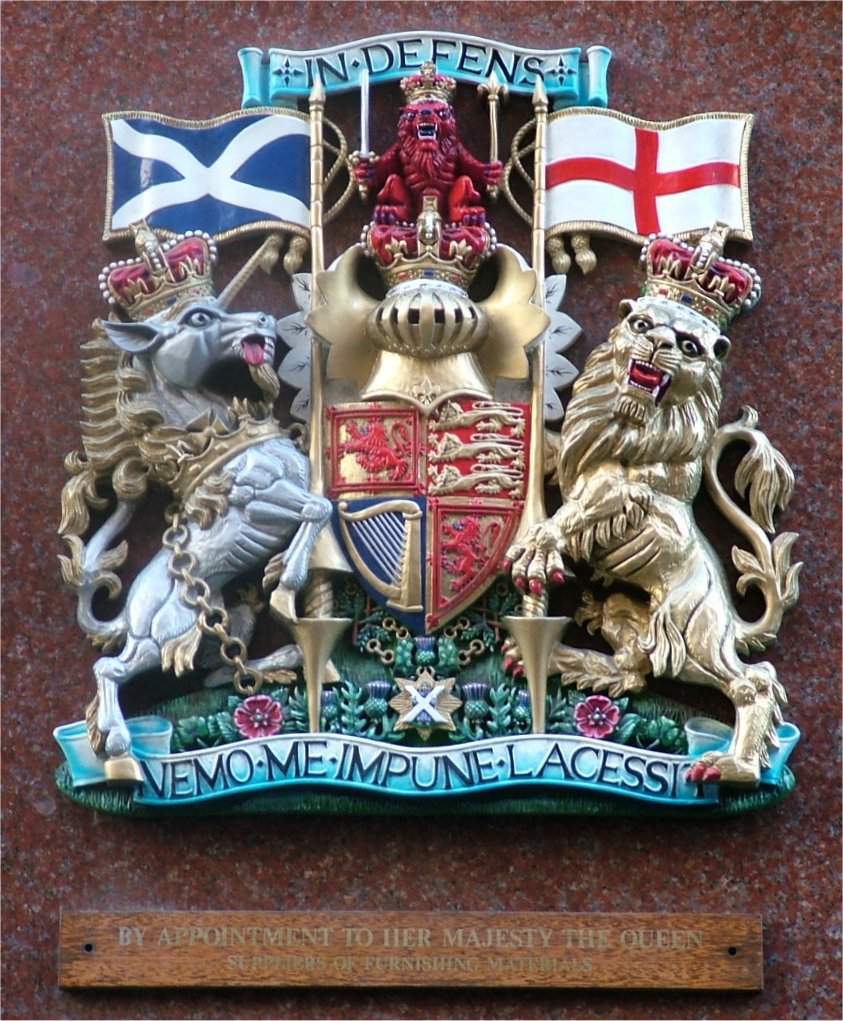
英女王伊莉莎白二世頒發的皇家認証

詹纳斯百货公司曾在爱丁堡机场和格拉斯哥机场开设店铺，2007年4月关闭。詹纳斯百货公司称2006年跨大西洋航机恐怖袭击阴谋后英国机场引入的安保措施导致店铺的生意显著下降。